# Creuse (Somme)
Creuse és un municipi francès situat al departament del Somme i a la regió dels Alts de França. L'any 2007 tenia 202 habitants. La principal activitat és l'agricultura.

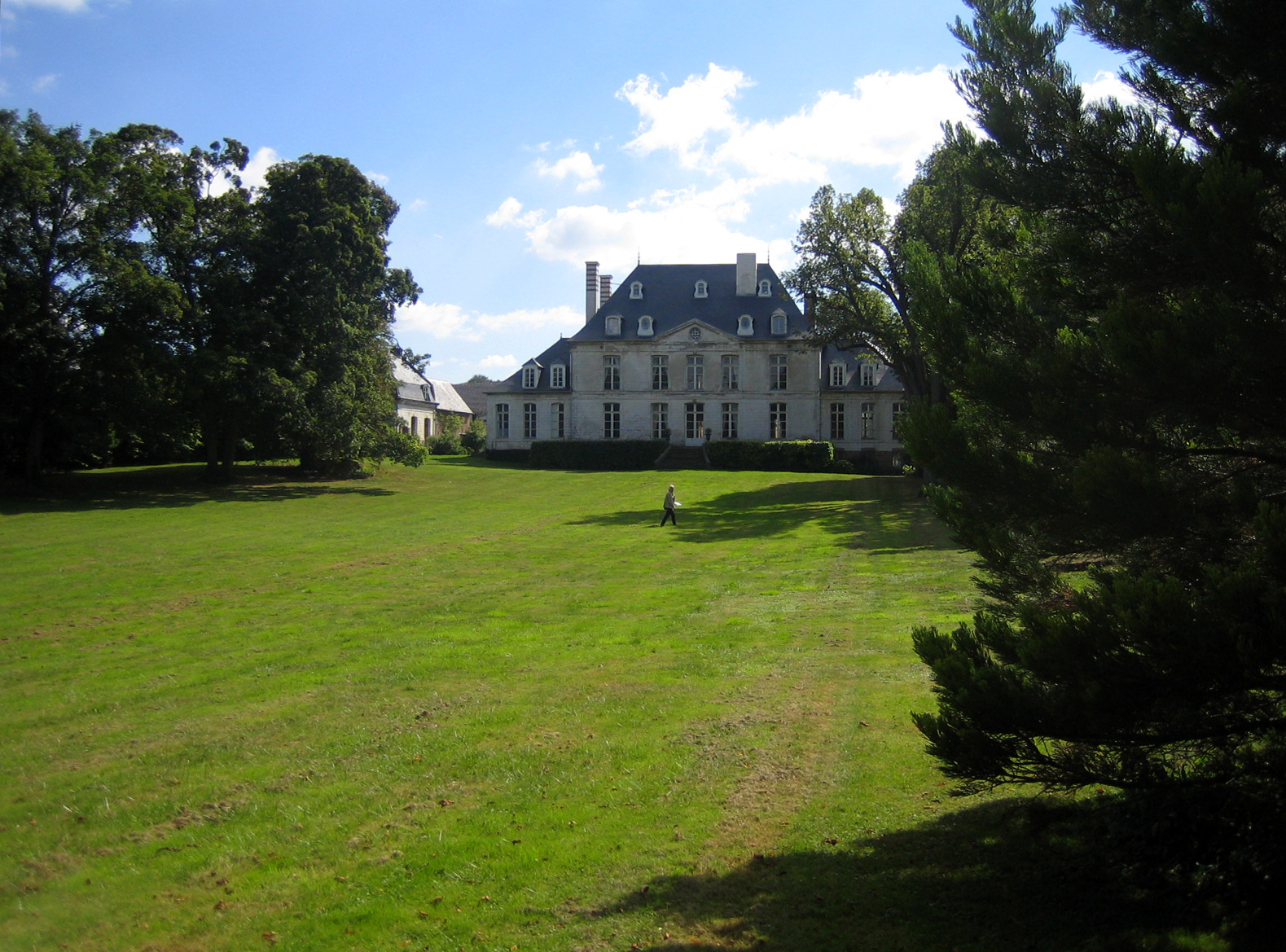
L'anomenat «Castell»

S'hi han trobat artefactes dispersos de l'època romana, però el primer esment escrit d'un assentament data de l'any 673. Des de 1391 fins a la revolució francesa era un feu del capítol de la catedral d'Amiens. L'anomenat «castell» de fet és un sumptuós casal de camp d'una rica família d'Amiens construït a principi del segle xviii, sense qualsvol passat senyorial.

## Demografia
El 2007 el poble tenia 202 habitants que vivien en 81 habitatges (77 eren habitatges principals quatre segones residències). Hi havia 150 persones en edat de treballar era de 150 persones de les quals 103 eren actives.

## Llocs d'interés
- Església de Martí de Tours
- Castell de Creuse del segle xviii[5]
- La masia castral, museu «viu» de l'agricultura.